# 約翰·史塔克斯
約翰·列維·史達斯（英語：John Levell Starks，1965年8月10日—），生於美國奧克拉荷馬州塔爾薩，美国前職業籃球員，主打得分後衛。他進入NBA的過程並不順利，在其家鄉奧克拉荷馬州，他曾進入四所大學的籃球校隊，其中包括奧克拉荷馬州立大學，希望能夠得到NBA選秀機會。雖然獲得1988年NBA选秀的機會，沒有任何球隊簽下他，他最終以自由球員身份，在同年9月與金州勇士簽約，進入NBA。在紐約尼克期間，他成為先發球員。2002年，他從NBA退休。
他是NBA史上第一个单季三分球出手超过六百次（共 611 次）以及命中超过两百个（共 217 个）的球员。

## 生平
1988年，金州勇士簽下史達斯。但在隔年就將他釋出。1989年進入大陆篮球协会（CBA）。1990年進入世界籃球聯盟（World Basketball League）。
1990年，紐約尼克簽下史達斯。在一次練習賽中，史達斯直接挑戰球隊中鋒帕特里克·尤因，試圖在他面前灌籃。帕特里克·尤因阻擋了他的灌籃，史達斯因此扭傷腳踝，在1990年球季中，無法出賽。但因為他的勇氣獲得隊友尊重，紐約尼克並沒有解除他的合約，他之後成為先發球員。1991年3月31日，紐約尼克對芝加哥公牛的例行賽中，史達斯投進8個3分球，創下隊史記錄。
1995年，總教練帕特·莱利離開紐約尼克，轉往邁阿密熱火。紐約尼克雇用唐·尼爾森擔任總教練，休伯特·戴维斯開始取代史達斯的先發地位。在球季中，唐尼爾森請辭，由杰夫·范甘迪出任總教練。1996年，從底特律活塞隊轉會的阿兰·休斯顿取代了史達斯的先發位置。史達斯在替補角色上仍有發揮，1997年獲得年度NBA最佳第六人。
史達斯之後被交易到金州勇士。也曾效力芝加哥公牛與猶他爵士。2002年，由於猶他爵士不再續約後，無法再獲得其他NBA球隊的合約，史達斯宣布退休，生涯總得分10,829分。